# 小山統括センター
小山統括センター（おやまとうかつセンター）は、東日本旅客鉄道（JR東日本）大宮支社の駅・運転士・車掌を所管する組織である。
2025年3月15日に小山営業統括センター、小山運輸区を統合して発足。

## 所管

### 駅
- 小山駅 - 所長所在駅
- 土呂駅★
- 東大宮駅★
- 蓮田駅
- 白岡駅★
- 新白岡駅★
- 久喜駅
- 東鷲宮駅★
- 栗橋駅★
- 古河駅
- 野木駅★
- 間々田駅★
- 小金井駅
- 自治医大駅★
- 石橋駅★
- 雀宮駅★

★: JR東日本ステーションサービスに業務委託

### 乗務ユニット
- 小金井駅構内に設置（旧小山運輸区）
- 担当線区（運転士）
  - 宇都宮線：東京駅 - 黒磯駅間
  - 湘南新宿ライン：新宿駅 - 宇都宮駅間
- 担当線区（車掌）
  - 宇都宮線：東京駅 - 宇都宮駅間
  - 湘南新宿ライン：新宿駅 - 宇都宮駅間

## 歴史
- 2022年3月12日 - 小山営業統括センター（小山、蓮田、久喜、古河、小金井各駅の統合）が発足。
- 2024年3月16日 - 小金井運転区、宇都宮運輸区の車掌行路の一部を継承し小山運輸区発足。
- 2025年3月15日 - 小山営業統括センター、小山運輸区を統合して小山統括センターが発足。小山営業統括センター、小山運輸区を廃止する。

| スタブアイコン | サブスタブ | この項目は、まだ閲覧者の調べものの参照としては役立たない、鉄道に関連した書きかけの項目です。この項目を加筆・訂正などしてくださる協力者を求めています（P:鉄道/PJ:鉄道）。 |